# Lukeš
Lukeš je priimek češkega izvora in ga ima več znanih Slovencev:

## Znani nosilci priimka
- Bogomir (Boško) Lukeš (1920—2014), operni pevec, tenorist
- Franjo in Helena Lukeš, harfista (Mb)
- Jožko Lukeš (1920—1993), igralec, dramatik, režiser
- Neva Lukeš (r. Lah) (1922—2011), novinarka in publicistka (v zamejstvu)
- Zdeněk Lukeš (*1954), češki zgodovinar arhitekture (mdr. o Plečniku)